# Thymallus tugarinae
Thymallus tugarinae es una especie de pez de la familia Salmonidae en el orden de los Salmoniformes.

## Morfología
• Los machos pueden llegar alcanzar los 25,5 cm de longitud total.
- Número de  vértebras: 49-55.[1]

## Hábitat
Es un pez de agua dulce, de clima templado y pelágico.

## Distribución geográfica
Se encuentra en la  cuenca del río Amur (Rusia ).

## Observaciones
Es inofensivo para los humanos.